# Општина Хуарез (Нови Леон)
Хуарез (шп. Juárez) општина је у Мексику у савезној држави Нови Леон. Општина се налази на надморској висини од 374 м.

## Становништво
Према подацима из 2010. у општини је живело 256970 становника.

### Хронологија
| Година       | 2000                  | 2005                   | 2010                     |
| ------------ | --------------------- | ---------------------- | ------------------------ |
| Становништво | 66497 (33670 / 32827) | 144380 (72571 / 71809) | 256970 (129324 / 127646) |

### Попис
| \| \| м \| \| \| ж \| \| 0—2 \| 9.540 \| \| \| 9.169 \| \| 3—5 \| 10.307 \| \| \| 9.954 \| \| 6—11 \| 19.541 \| \| \| 18.935 \| \| 12—14 \| 7.550 \| \| \| 7.376 \| \| 15—17 \| 6.423 \| \| \| 6.452 \| \| 18—24 \| 12.888 \| \| \| 13.671 \| \| 60+ \| 3.735 \| \| \| 3.750 \| \| Просек : \| 26,3 \| \| \| 26,4 \| |        |  |  |        |
| |        |  |  |        |
| | м      |  |  | ж      |
| 0—2 | 9.540  |  |  | 9.169  |
| 3—5 | 10.307 |  |  | 9.954  |
| 6—11 | 19.541 |  |  | 18.935 |
| 12—14 | 7.550  |  |  | 7.376  |
| 15—17 | 6.423  |  |  | 6.452  |
| 18—24 | 12.888 |  |  | 13.671 |
| 60+ | 3.735  |  |  | 3.750  |
| Просек : | 26,3   |  |  | 26,4   |

| #   | Индикатор                                                                                        | Вредност |
| --- | ------------------------------------------------------------------------------------------------ | -------- |
| 1   | Становништво од 0 до 2 године                                                                    | 18709    |
| 2   | Мушко становништво од 0 до 2 године                                                              | 9540     |
| 3   | Женско становништво од 0 до 2 године                                                             | 9169     |
| 4   | Становништво са 3 и више година                                                                  | 236721   |
| 5   | Мушко становништво са 3 и више година                                                            | 118998   |
| 6   | Женско становништво са 3 и више година                                                           | 117723   |
| 7   | Становништво са 5 и више година                                                                  | 223131   |
| 8   | Мушко становништво са 5 и више година                                                            | 112080   |
| 9   | Женско становништво са 5 и више година                                                           | 111051   |
| 10  | Становништво са 12 и више година                                                                 | 177984   |
| 11  | Мушко становништво са 12 и више година                                                           | 89150    |
| 12  | Женско становништво са 12 и више година                                                          | 88834    |
| 13  | Становништво са 15 и више година                                                                 | 163058   |
| 14  | Мушко становништво са 15 и више година                                                           | 81600    |
| 15  | Женско становништво са 15 и више година                                                          | 81458    |
| 16  | Становништво са 18 и више година                                                                 | 150183   |
| 17  | Мушко становништво са 18 и више година                                                           | 75177    |
| 18  | Женско становништво са 18 и више година                                                          | 75006    |
| 19  | Становништво од 3 до 5 година                                                                    | 20261    |
| 20  | Мушко становништво од 3 до 5 година                                                              | 10307    |
| 21  | Женско становништво од 3 до 5 година                                                             | 9954     |
| 22  | Становништво од 6 до 11 година                                                                   | 38476    |
| 23  | Мушко становништво од 6 до 11 година                                                             | 19541    |
| 24  | Женско становништво од 6 до 11 година                                                            | 18935    |
| 25  | Становништво од 8 до 14 година                                                                   | 40189    |
| 26  | Мушко становништво од 8 до 14 година                                                             | 20371    |
| 27  | Женско становништво од 8 до 14 година                                                            | 19818    |
| 28  | Становништво од 12 до 14 година                                                                  | 14926    |
| 29  | Мушко становништво од 12 до 14 година                                                            | 7550     |
| 30  | Женско становништво од 12 до 14 година                                                           | 7376     |
| 31  | Становништво од 15 до 17 година                                                                  | 12875    |
| 32  | Мушко становништво од 15 до 17 година                                                            | 6423     |
| 33  | Женско становништво од 15 до 17 година                                                           | 6452     |
| 34  | Становништво од 18 до 24 године                                                                  | 26559    |
| 35  | Мушко становништво од 18 до 24 године                                                            | 12888    |
| 36  | Женско становништво од 18 до 24 године                                                           | 13671    |
| 37  | Женско становништво од 15 до 49 година                                                           | 72747    |
| 38  | Становништво са 60 и више година                                                                 | 7485     |
| 39  | Мушко становништво са 60 и више година                                                           | 3735     |
| 40  | Женско становништво са 60 и више година                                                          | 3750     |
| 41  | Однос између мушкараца и жена                                                                    | 101.31   |
| 42  | Становништво од нуле до 14 година                                                                | 92372    |
| 43  | Становништво од 15 до 64 године                                                                  | 158340   |
| 44  | Становништво од 65 година и више                                                                 | 4718     |
| 45  | Просечан број деце                                                                               | 1.95     |
| 46  | Становништво рођено у ентитету                                                                   | 199967   |
| 47  | Мушко становништво рођено у ентитету                                                             | 100475   |
| 48  | Женско становништво рођено у ентитету                                                            | 99492    |
| 49  | Становништво рођено у другом ентитету                                                            | 52330    |
| 50  | Мушко становништво рођено у другом ентитету                                                      | 26410    |
| 51  | Женско становништво рођено у другом ентитету                                                     | 25920    |
| 52  | Становништво од 5 година и више резидентно у ентитету у јуну 2005. године                        | 211828   |
| 53  | Мушко становништво старосног доба од 5 година и више, резидентно у ентитету у јуну 2005. године  | 106179   |
| 54  | Женско становништво старосног доба од 5 и више година, резидентно у ентитету у јуну 2005. године | 105649   |
| 55  | Становништво од 5 година и више које је живело у другом ентитету у јуну 2005. године             | 7378     |
| 56  | Мушко становништво старије од 5 година које је живело у другом ентитету у јуну 2005. године      | 3790     |
| 57  | Женско становништво старије од 5 година које је живело у другом ентитету у јуну 2005. године     | 3588     |
| 58  | Становништво од 3 године и више које говори аутохтони језик                                      | 3205     |
| 59  | Мушко становништво старо 3 године и више које говори аутохтони језик                             | 1704     |
| 60  | Женско становништво старо 3 године и више које говори аутохтони језик                            | 1501     |
| 61  | Становништво од 3 године и више које говори аутохтони језик и не говори шпански језик            | 40       |
| 62  | Мушко становништво старо 3 године и више које говори аутохтони језик и не говори шпански         | 13       |
| 63  | Женско становништво старо 3 године и више које говори аутохтони језик и не говори шпански језик  | 27       |
| 64  | Становништво старо 3 године и више које говори аутохтони језик и шпански                         | 2668     |
| 65  | Мушко становништво старо 3 године и више које говори аутохтони језик и шпански                   | 1408     |
| 66  | Женско становништво старо 3 године и више које говори аутохтони језик и шпански                  | 1260     |
| 67  | Становништво од 5 година и више које говори аутохтони језик                                      | 3167     |
| 68  | Становништво од 5 година и више које говори аутохтони језик и не говори шпански језик            | 39       |
| 69  | Становништво од 5 година и више које говори аутохтони језик и говори шпански језик               | 2645     |
| 70  | Становништво у домородачким домаћинствима                                                        | 6530     |
| 71  | Становништво са ограничењима у активностима                                                      | 5272     |
| 72  | Становништво са ограниченим ходањем или кретањем, горе или доле                                  | 2294     |
| 73  | Становници са ограничењима вида, чак и уз кориштење сочива                                       | 1785     |
| 74  | Становништво са ограничењима говора, комуникације или конверзације                               | 546      |
| 75  | Становништво са ограниченим слухом                                                               | 459      |
| 76  | Становништво са ограничењима при одевању, купању или јелу                                        | 317      |
| 77  | Становништво са ограничењима у опажању или учењу једноставних ствари                             | 258      |
| 78  | Становништво са менталним ограничењима                                                           | 593      |
| 79  | Становништво без ограничења активности                                                           | 246685   |
| 80  | Становништво од 3 до 5 година које не похађа школу                                               | 8725     |
| 81  | Мушко становништво од 3 до 5 година које не похађа школу                                         | 4385     |
| 82  | Женско становништво од 3 до 5 година које не похађа школу                                        | 4340     |
| 83  | Становништво од 6 до 11 година које не похађа школу                                              | 609      |
| 84  | Мушко становништво од 6 до 11 година које не похађа школу                                        | 313      |
| 85  | Женско становништво од 6 до 11 година које не похађа школу                                       | 296      |
| 86  | Становништво од 12 до 14 година које не похађа школу                                             | 843      |
| 87  | Мушко становништво од 12 до 14 година које не похађа школу                                       | 444      |
| 88  | Женско становништво од 12 до 14 година које не похађа школу                                      | 399      |
| 89  | Становништво од 15 до 17 година похађа школу                                                     | 7450     |
| 90  | Мушко становништво од 15 до 17 година похађа школу                                               | 3757     |
| 91  | Женско становништво између 15 и 17 година живота у школи                                         | 3693     |
| 92  | Становништво од 18 до 24 године похађа школу                                                     | 3263     |
| 93  | Мушко становништво од 18 до 24 године похађа школу                                               | 1726     |
| 94  | Женско становништво од 18 до 24 године похађа школу                                              | 1537     |
| 95  | Становништво од 8 до 14 година које не може да чита и пише                                       | 605      |
| 96  | Мушко становништво старосног доба од 8 до 14 година које не може да чита и пише                  | 366      |
| 97  | Женско становништво старосног доби од 8 до 14 година које не може да чита и пише                 | 239      |
| 98  | Становништво од 15 година и више које је неписмено                                               | 2619     |
| 99  | Мушко становништво од 15 година и више које је неписмено                                         | 1165     |
| 100 | Женско становништво од 15 година и више које је неписмено                                        | 1454     |
| 101 | Становништво старо 15 и више година без школовања                                                | 3656     |
| 102 | Мушко становништво старо 15 и више година без школовања                                          | 1771     |
| 103 | Женско становништво старо 15 и више година без школовања                                         | 1885     |
| 104 | Становништво старосног доба 15 и више година са непотпуним основним образовањем                  | 10607    |
| 105 | Мушко становништво старосног доба од 15 година и више са непотпуном основним образовањем         | 5061     |
| 106 | Женско становништво старосног доба 15 и више година са непотпуном основним образовањем           | 5546     |
| 107 | Становништво старо 15 и више година са комплетним основним образовањем                           | 22184    |
| 108 | Мушко становништво старо 15 година и више са комплетним основним образовањем                     | 10303    |
| 109 | Женско становништво старо 15 и више година са комплетним основним образовањем                    | 11881    |
| 110 | Становништво старосног доба 15 и више година са непотпуним средњим образовањем                   | 10782    |
| 111 | Мушко становништво старосног доба од 15 година и више са непотпуним средњим образовањем          | 5805     |
| 112 | Женско становништво старосног доба од 15 година и више са непотпуним средњим образовањем         | 4977     |
| 113 | Становништво старо 15 и више година са пуним секундарном образовањем                             | 62820    |
| 114 | Мушко становништво старосног доба од 15 година и више са пуним секундарном образовањем           | 31330    |
| 115 | Женско становништво старосног доба од 15 година и више са пуним секундарном образовањем          | 31490    |
| 116 | Становништво старије од 18 година са постосновним образовањем                                    | 46358    |
| 117 | Мушко становништво старије од 18 година са постосновним образовањем                              | 24230    |
| 118 | Женско становништво старије од 18 година са постосновним образовањем                             | 22128    |
| 119 | Просечна оцена школовања                                                                         | 9.02     |
| 120 | Просечан ниво образовања мушке популације                                                        | 9.1      |
| 121 | Просечан ниво образовања женског становништва                                                    | 8.94     |
| 122 | Економски активно становништво                                                                   | 101619   |
| 123 | Економски активна мушка популација                                                               | 71387    |
| 124 | Економски активна женска популација                                                              | 30232    |
| 125 | Становништво које није економски активно                                                         | 74224    |
| 126 | Мушко становништво које није економски активно                                                   | 16649    |
| 127 | Женско становништво које није економски активно                                                  | 57575    |
| 128 | Запослено становништво                                                                           | 97466    |
| 129 | Запослено мушко становништво                                                                     | 68000    |
| 130 | Запослено женско становништво                                                                    | 29466    |
| 131 | Незапослена популација                                                                           | 4153     |
| 132 | Незапослена мушка популација                                                                     | 3387     |
| 133 | Незапослена женска популација                                                                    | 766      |
| 134 | Становништво без права на здравствене услуге                                                     | 52394    |
| 135 | Становништво које има право на здравствене услуге                                                | 200726   |
| 136 | Становништво које има право на ИМСС                                                              | 154486   |
| 137 | Становништво које има право на социјално осигурање                                               | 4739     |
| 138 | Становништво које има право на државно социјално осигурање                                       | 998      |
| 139 | Становништво које има право на опште осигурање или здравствено осигурање за нову генерацију      | 34250    |
| 140 | Становништво које је било једном или није било у браку током 12 година и више                    | 47588    |
| 141 | Венчано или уједињено становништво од 12 година и више                                           | 117779   |
| 142 | Становништво које је било у браку или уједињено 12 година и више                                 | 10669    |
| 143 | Становништво са католичком религијом                                                             | 205079   |
| 144 | Протестанти, еванђелисти и библијски следбеници различити од еванђелиста                         | 29942    |
| 145 | Становништво са другим религијама различитим од претходних                                       | 98       |
| 146 | Становништво без религије                                                                        | 16290    |
| 147 | Укупно пописаних домаћинства                                                                     | 65491    |
| 148 | Пописна домаћинства на челу са мушкарцима                                                        | 56920    |
| 149 | Пописна домаћинства на челу са женама                                                            | 8571     |
| 150 | Становништво у пописним домаћинствима                                                            | 255229   |
| 151 | Становништво у пописним домаћинствима на челу са мушкарцима                                      | 226118   |
| 152 | Становништво у пописним домаћинствима на челу са женама                                          | 29111    |
| 153 | Укупно домаћинстава                                                                              | 97806    |
| 154 | Укупно насељених домаћинстава                                                                    | 65980    |
| 155 | Укупно приватних кућа                                                                            | 97317    |
| 156 | Насељени приватни домови                                                                         | 65491    |
| 157 | Укупно насељених приватних кућа                                                                  | 65972    |
| 158 | Ненасељене приватне куће                                                                         | 26042    |
| 159 | Појединачна домаћинства за привремену употребу                                                   | 5784     |
| 160 | Становници у насељеним приватним кућама                                                          | 255229   |
| 161 | Насељеност станара у приватним становима                                                         | 3.9      |
| 162 | Просечно становника по соби у приватним насељеним домаћинствима                                  | 1.11     |
| 163 | Појединачна домаћинства са подовима од различитих материјала од земље                            | 62973    |
| 164 | Појединачна домаћинства у приземљу                                                               | 1608     |
| 165 | Појединачна домаћинства са једном спаваћом собом                                                 | 20318    |
| 166 | Појединачна домаћинства са две спаваће собе и више                                               | 44276    |
| 167 | Појединачна домаћинства са једним собом                                                          | 1818     |
| 168 | Појединачна домаћинства са две собе                                                              | 7450     |
| 169 | Појединачна домаћинства са 3 собе и више                                                         | 55241    |
| 170 | Појединачна домаћинства која имају електрично светло                                             | 64602    |
| 171 | Појединачна домаћинства која немају електрично светло                                            | 100      |
| 172 | Појединачна домаћинства која имају водоводну воду у стамбеном простору                           | 61308    |
| 173 | Појединачна домаћинства која немају водоводну воду у стамбеном простору                          | 3254     |
| 174 | Појединачна домаћинства која имају тоалет                                                        | 64155    |
| 175 | Појединачна домаћинства која имају канализацију                                                  | 63629    |
| 176 | Појединачна домаћинства која немају канализацију                                                 | 928      |
| 177 | Појединачна домаћинства која имају електрично светло, довод воде из јавне мреже и канализацију   | 60901    |
| 178 | Појединачна домаћинства без икаквих услова                                                       | 135      |
| 179 | Појединачна домаћинства која имају радио                                                         | 53348    |
| 180 | Појединачна домаћинства која имају телевизор                                                     | 63635    |
| 181 | Појединачна домаћинства која имају фрижидер                                                      | 61799    |
| 182 | Појединачна домаћинства која имају машину за веш                                                 | 54225    |
| 183 | Појединачна домаћинства која имају аутомобил или комби                                           | 30239    |
| 184 | Појединачна домаћинства која имају рачунар                                                       | 14483    |
| 185 | Појединачна домаћинства која имају фиксну телефонску линију                                      | 23576    |
| 186 | Појединачна домаћинства која имају мобилни телефон                                               | 52635    |
| 187 | Појединачна домаћинства која имају приступ интернету                                             | 8554     |